# Перерісль (гміна)
Ґміна Пшеросль — адміністративна субодиниця Надвірнянського повіту Станіславського воєводства. Утворена 1 серпня 1934 року згідно з розпорядженням Міністерства внутрішніх справ РП від 21 липня 1934 за підписом міністра Мар'яна Зиндрама-Косьцялковського під час адміністративної реформи. Село Перерісль стало центром сільської ґміни Пшеросль. Ґміна утворена з попередніх самоврядних сільських гмін Цуцилув, Фіткув, Камєнна, Назавізув, Пшеросль, Тарновіца Лєсна, Волосув.
У 1934 р. територія ґміни становила 110,22 км². Населення ґміни станом на 1931 рік становило 10 342 особи. Налічувалось 2 102 житлові будинки.
Ґміна ліквідована в 1940 р. у зв’язку з утворенням Надвірнянського району.